# Stephen Bishop
Earl Stephen Bishop, född 14 november 1951 i San Diego, Kalifornien, är en amerikansk singer-songwriter, skådespelare och gitarrist. Bishops främsta hits inkluderar låtar som "On and On", "It Might Be You" och "Save It for a Rainy Day". Han har gjort musik till filmer som Deltagänget (1978), Kinasyndromet (1979), Tootsie (1982), Unfaithfully Yours (1984), Micki + Maude (1984) och Anger Management (2003).

## Diskografi

### Album
- Careless (1976)
- Bish (1978)
- Red Cab to Manhattan (1980)
- Sleeping with Girls (1985)
- Bowling in Paris (1989)
- Blue Guitars (1996)
- Happy Bishmas (2002)
- Yardwork (2002)
- The Demo Album 1 (2003)
- The Demo Album 2 (2003)
- Fear of Massage: Demo 3 (2003)
- Stephen Bishop Live at Duo Music Exchange (2006)
- America & Friends: Live at the Ventura Theater (2007)
- Saudade (2007)
- Romance in Rio (2008)
- Be Here Then (2014)
- Stephen Bishop Live (2014)
- Blueprint (2016)

### Samlingsalbum
- Best of Bish (1988)
- On and On: The Hits of Stephen Bishop (1994)
- An Introduction to Stephen Bishop (1997)
- Back to Back (1999)
- The Millennium Collection (2002)